# Koračnica
Koračnica je glazbeno djelo čija je svrha pratnja u taktu koraka u dvodijelnom taktu i naglašenom ritmu koji odgovara organiziranom koraku. Često se svira uz svečano kretanje civila, povorke ili u svečanoj pratnji vojnika. Koračnica se odnose na odgovarajući glazbeni žanr i najčešće je izvode vojni orkestri. 
Najvažniji instrumenti za koračnice su: razni bubnjevi, rogovi, frule i puhački instrumenti.

## Povijest
Svečane povorke već su se u antičko doba odvijale uz glazbenu pratnju.
Posebno su u 19. stoljeću koračnice postale široko popularne.
Skladatelji kao što su: Wolfgang Amadeus Mozart, Ludwig van Beethoven, i Gustav Mahler napisali su niz koračnice i često ih uključili u svoje opere, sonate, ili simfonije.  

## Primjeri
- Gluck: Alceste
- Mozart: Čarobna frula
- Wagner: Parsifal

- Beethoven: Simfonija br. 3
- Chopin: Sonata op. 35
- Händel : Saul
- Lully : Alceste
- Mahler: 5. Simfonija
- Wagner: Sumrak bogova
- Felix Mendelssohn: San ljetne noći

- Wagner: Lohengrin

- Wolfgang Amadeus Mozart: Türkischer Marsch
- Ludwig van Beethoven: Yorckscher Marsch
- Franz Schubert: Militärmarsch
- Charles Gounod: Marche funèbre d'une marionette
- Giuseppe Verdi:  Aida